# Andréi Bobrov
Andrej Evgenievich Bobrov (o Andreĭ Evgenévich Bobrov) (translitera al cirílico Андрей Евгеньевич Бобров) ( 1936) es un botánico, y pteridólogo ruso.

## Algunas publicaciones
- 1967. The family Osmundaceae (R.Br.) Kaulf. Its taxonomy and geography. Bot. Zhurn. (Moscú & Leningrado) 52: 1600-1610

### Libros
- Andreĭ Aleksandrovich Fedorov, Andreĭ Evgenévich Bobrov. 1999. Flora of Russia: Lycopodiophyta, Equisetophyta, Polypodiophyta, Pinophyta. Volumen 1 de Flora of Russia: The European Part and Bordering Regions. Ed. Balkema. 128 pp. ISBN 90-5410-751-0

- La abreviatura «A.E.Bobrov» se emplea para indicar a Andréi Bobrov como autoridad en la descripción y clasificación científica de los vegetales.[3]